# اوژن باخ
اوژن باخ (به فرانسوی: Eugène Boch)(زاده ۱ سپتامبر ۱۸۵۵–۳ ژانویه ۱۹۴۱) نقاش بلژیکی بود؛ که در سن وست لالاویر استان انو بدنیا آمد. او برادر کوچک آنا باخ، یکی از اعضای مؤسس گروه ۲۰ نفر بود. او از نسل پنجم خانواده ثروتمند و تولیدکننده سرامیک ظریف چینی بود، که هنوز هم تحت نام شرکت ویلری و باخ فعال هستند. در سال ۱۸۷۹ اوژن باخ در کارگاه هنری لئون بونا در پاریس ثبت نام کرد. در سال ۱۸۸۲ که لئون بونا کارگاهش را بست او در کارگاه فِرنون کورمون به مطالعه پرداخت. نقاشی‌های او در سال ۱۸۸۲، ۱۸۸۳ و ۱۸۸۵ به سالن راه یافت.
در سال۱۸۸۸ توسط داج مک‌نایت به ونسان ون گوگ معرفی شد.

## زندگی‌نامه
در ۱۸۹۲ در شهرستان سنه مرن که از پاریس زیاد دور نیست ساکن شد. در ۱۹۰۹ با «آن-ماری لئونی کروسفون» (۱۹۳۳-?) ازدواج کرد، در ۱۹۱۰ به کلبهٔ ییلاقی شان که جدیداً بنا کرده بودند رفتند و هر دو تا زمان مرگ در آنجا زندگی کردند.
مثل خواهرش آنا باخ، اوژن از هنرمندان بااستعداد مثل امیل برنار که در کارگاه هنری کارمو او را ملاقات کرده بود و پل گوگن حمایت غیرمالی می‌کرد. یا نقاشی‌ها را با کارهای ون گوگ مبادله می‌کرد؛ بنابراین کم‌کم، مجموعه مهمی از هنر هم عصر خودش را جمع‌آوری کرد. علاوه بر پرتره خودش اوژن باخ نقاشی دیگری از ون گوگ را هم داشت.
مثل خواهرش آنا، اوژن باخ سرمایه زیادی- که مدیون پدرش ویکتور باخ تاجر موفق بود- را برای ترویج کار هنرمندان دیگر صرف کرد. آنها تابلوهای زیادی را از تمام هنرمندان واقعی
معاصر شان که بیشتر آنها دوستانشان هم بودند خریدند.
بمحض درگذشت اوژن باخ در سال ۱۹۴۱، تابلو شاعر-عنوانی که ونسان ون گوگ برای پرتره اوژن باخ داده بود و براساس آخرین وصیتنامه ونسان و تئو، اوژن آن را از ژوانا فن خوخ- بونژر گرفته بود- به موزه لوور واگذار شد. امروزه تابلو در موزه اورسی پاریس در معرض تماشا قرار دارد.
بخشی از مجموعه اوژن توسط نوه برادرزاده اش لوئیتوین فن باخ، با فکر ساخت موزه‌ای برای آنا و اوژن باخ خریداری شد.